# Кабінет Гітлера
Кабінет Гітлера — сформовано 30 січня 1933. 29 січня уряд Курта фон Шлейхера подав у відставку. Того ж дня Пауль фон Гінденбург доручив Ф. фон Папену з'ясувати у Гітлера, чи не можна сформувати уряд «на умовах, передбачених конституцією» (фактично — що користується підтримкою більшості Рейхстагу). У результаті переговорів 29 січня Гінденбург ухвалив рішення призначити Гітлера рейхсканцлером. Наступного дня Гінденбург прийняв членів нового кабінету і офіційно затвердив Гітлера рейхсканцлером. Кабінет Гітлера був коаліційним, НСДАП отримала з 11 портфелів лише 3.

## Склад
| Посада                                               | Керівник | Фото                                | Партія            | Вступив на посаду | Покинув посаду                                                                                           | Примітка |
| ---------------------------------------------------- | -------- | ----------------------------------- | ----------------- | ----------------- | --- | -------- |
| Рейхсканцлер                                         |          |                                     |                   |                   | |          |
| Адольф Гітлер                                        |          | НСДАП                               | 30 січня 1933     | 30 квітня 1945    | з 2 серпня 1934 — фюрер і рейхсканцлер                                                                   |          |
| Віце-канцлер                                         |          |                                     |                   |                   | |          |
| Франц фон Папен                                      |          | Безпартійний                        | 30 січня 1933     | 7 серпня 1934     | |          |
| Рейхсміністр закордонних справ                       |          |                                     |                   |                   | |          |
| Константін фон Нейрат                                |          | Безпартійний                        | 30 січня 1933     | 5 лютого 1938     | |          |
| Йоахім фон Ріббентроп                                |          | НСДАП                               | 5 лютого 1938     | 30 квітня 1945    | |          |
| Рейхсміністр внутрішніх справ                        |          |                                     |                   |                   | |          |
| Вільгельм Фрік                                       |          | НСДАП                               | 30 січня 1933     | 20 серпня 1943    | |          |
| Генріх Гімлер                                        |          | НСДАП                               | 20 серпня 1943    | 29 квітня 1945    | |          |
| Рейхсміністр фінансів                                |          |                                     |                   |                   | |          |
| Людвиг Шверин фон Крозиг                             |          | НСДАП                               | 30 січня 1933     | 23 травня 1945    | з 1 по 23 травня 1945 — Головний міністр Німеччини                                                       |          |
| Рейхсміністр економіки                               |          |                                     |                   |                   | |          |
| Альфред Гугенберг                                    |          | Німецька національна народна партія | 30 січня 1933     | 29 червня 1933    | |          |
| Курт Шмітт                                           |          | НСДАП                               | 29 червня 1933    | 3 серпня 1934     | |          |
| Ялмар Шахт                                           |          | НСДАП                               | 3 серпня 1934     | 26 листопада 1937 | |          |
| Герман Герінг                                        |          | НСДАП                               | 26 листопада 1937 | 15 січня 1938     | Виконувач обов'язків                                                                                     |          |
| Вальтер Функ                                         |          | НСДАП                               | 5 лютого 1938     | 1 травня 1945     | |          |
| Рейхсміністр праці                                   |          |                                     |                   |                   | |          |
| Франц Зельдте                                        |          | Сталевий шолом НСДАП                | 30 січня 1933     | 20 серпня 1943    | |          |
| Рейхсміністр юстиції                                 |          |                                     |                   |                   | |          |
| Франц Гюртнер                                        |          | Німецька національна народна партія | 30 січня 1933     | 29 січня 1941     | помер на посаді                                                                                          |          |
| Отто Георг Тірак                                     |          | НСДАП                               | 24 серпня 1942    | 23 травня 1945    | |          |
| Рейхсміністр рейхсвера                               |          |                                     |                   |                   | |          |
| Вернер фон Бломберг                                  |          | Безпартійний                        | 30 січня 1933     | 23 червня 1935    | міністерство ліквідовано                                                                                 |          |
| Воєнний міністр                                      |          |                                     |                   |                   | |          |
| Вернер фон Бломберг                                  |          | Безпартійний                        | 23 червня 1935    | 5 лютого 1938     | міністерство ліквідовано                                                                                 |          |
| Рейхсміністр пошти                                   |          |                                     |                   |                   | |          |
| Пауль фон Ельц-Рюбенах                               |          | НСДАП                               | 30 січня 1933     | 2 лютого 1937     | з 30 січня 1933 по 2 лютого 1937 — Рейхсміністр шляхів сполучення                                        |          |
| Вільгельм Онезорге                                   |          | НСДАП                               | 2 лютого 1937     | 1 травня 1945     | |          |
| Рейхсміністр шляхів сполучення                       |          |                                     |                   |                   | |          |
| Пауль фон Ельц-Рюбенах                               |          | НСДАП                               | 30 січня 1933     | 2 лютого 1937     | з 30 січня 1933 по 2 лютого 1937 — Рейхсміністр пошти                                                    |          |
| Юліус Дорпмюллер                                     |          | НСДАП                               | 2 лютого 1937     | 23 травня 1945    | |          |
| Рейхсміністр продовольства і сільського господарства |          |                                     |                   |                   | |          |
| Альфред Гугенберг                                    |          | Німецька національна народна партія | 30 січня 1933     | 29 червня 1933    | |          |
| Ріхард Дарре                                         |          | НСДАП                               | 29 червня 1933    | 16 травня 1942    | |          |
| Герберт Бакке                                        |          | НСДАП                               | 23 травня 1942    | 23 травня 1945    | |          |
| Рейхсміністр народної просвіти і пропаганди          |          |                                     |                   |                   | |          |
| Йозеф Геббельс                                       |          | НСДАП                               | 13 березня 1933   | 1 травня 1945     | з 30 квітня по 1 травня 1945 — рейхсканцлер Німеччини                                                    |          |
| Рейхсміністр авіації                                 |          |                                     |                   |                   | |          |
| Герман Герінг                                        |          | НСДАП                               | 5 травня 1933     | 24 квітня 1945    | |          |
| Роберт Ріттер фон Грейм                              |          | НСДАП                               | 26 квітня 1945    | 9 травня 1945     | |          |
| Рейхсміністр науки, виховання й народної освіти      |          |                                     |                   |                   | |          |
| Бернгард Руст                                        |          | НСДАП                               | 1 травня 1934     | 30 квітня 1945    | |          |
| Рейхсміністр по справах церкви                       |          |                                     |                   |                   | |          |
| Ганс Керрл                                           |          | НСДАП                               | 16 липня 1935     | 15 грудня 1941    | |          |
| Рейхсміністр озброєння                               |          |                                     |                   |                   | |          |
| Фріц Тодт                                            |          | НСДАП                               | 17 березня 1940   | 8 лютого 1942     | |          |
| Альберт Шпеєр                                        |          | НСДАП                               | 8 лютого 1942     | 2 червня 1943     | міністерство ліквідовано                                                                                 |          |
| Рейхсміністр воєнної промисловості                   |          |                                     |                   |                   | |          |
| Альберт Шпеєр                                        |          | НСДАП                               | 2 червня 1943     | 23 травня 1945    | |          |
| Рейхсміністр східних окупованих територій            |          |                                     |                   |                   | |          |
| Альфред Розенберг                                    |          | НСДАП                               | 17 липня 1941     | 8 травня 1945     | |          |
| Рейхсміністр по справах Богемії і Моравії            |          |                                     |                   |                   | |          |
| Карл Герман Франк                                    |          | НСДАП                               | 20 серпня 1943    | 9 травня 1945     | |          |
| Рейхсміністри без портфеля                           |          |                                     |                   |                   | |          |
| Герман Герінг                                        |          | НСДАП                               | 30 січня 1933     | 28 квітня 1933    | Начальник штабу СА                                                                                       |          |
| Ернст Рем                                            |          | НСДАП                               | 1 грудня 1933     | 30 червня 1934    | Заступник фюрера                                                                                         |          |
| Рудольф Гесс                                         |          | НСДАП                               | 1 грудня 1933     | 10 травня 1941    | |          |
| Ганс Франк                                           |          | НСДАП                               | 19 грудня 1934    | 17 січня 1945     | |          |
| Ялмар Шахт                                           |          | НСДАП                               | 26 листопада 1937 | 22 січня 1943     | |          |
| Отто Мейснер                                         |          | НСДАП                               | 1 грудня 1937     | 23 травня 1945    | Керівник президентської канцелярії                                                                       |          |
| Ганс Генріх Ламмерс                                  |          | НСДАП                               | 1 грудня 1937     | 23 квітня 1945    | Керівник рейхсканцелярії                                                                                 |          |
| Артур Зейсс-Інкварт                                  |          | НСДАП                               | 1 грудня 1939     | 1 травня 1945     | |          |
| Мартін Борман                                        |          | НСДАП                               | 12 травня 1941    | 2 травня 1945     | Керівник партійної канцелярії НСДАП; з 30 квітня по 2 травня 1945 — Рейхсміністр по справах партії НСДАП |          |
| Вільгельм Фрік                                       |          | НСДАП                               | 20 серпня 1943    | 4 травня 1945     | Рейхспротектор Богемії і Моравії                                                                         |          |